# Saint-Avit-de-Tardes
Saint-Avit-de-Tardes é uma comuna francesa na região administrativa da Nova Aquitânia, no departamento de Creuse. Estende-se por uma área de 14,42 km². Em 2010 a comuna tinha 175 habitantes (densidade: 12,1 hab./km²).